# トーワチキ
株式会社トーワチキは、かつて存在した日本の玩具会社。

## 概要
トーワチキは、東和サン機電株式会社（東和メックス、現・TBグループ）の子会社として、1986年にファミリーコンピュータ用ゲームソフト『シャーロック・ホームズ 伯爵令嬢誘拐事件』を発売し、家庭用ゲームソフト市場に参入した。
ゲームソフト以外では、東和サン機電が開発した玩具「話すクマのぬいぐるみ（仮称）」のプログラムを担当したほか、TCシリーズというトランシーバーなどの玩具を発売していた。
2001年、東和メックスはオーディオ・ビジュアル事業（主にレンタルビデオ事業）を株式会社ゲオに事業譲渡したため、関連会社となっていたトーワチキは親会社である東和エンタープライズ株式会社と共に解散し、特別清算された。

## 商品

### 玩具
- トランシーバー TC-280（2800円）
- トランシーバー TC-330
- トランシーバー TC-380（3800円）
- トランシーバー TC-480（4800円）
- ハロー クマで〜す（9800円）
- ハロー イヌで〜す（1万2800円）

### ファミリーコンピュータ用ゲームソフト
- シャーロック・ホームズ 伯爵令嬢誘拐事件（1986年12月11日、ACT）
- エルナークの財宝（1987年8月10日、ACT）[3]
- 名探偵ホームズ 霧のロンドン殺人事件（1988年5月13日、ADV）
- ガーフィールドの一週間（1989年4月7日、ACT）
- 名探偵ホームズ Mからの挑戦状（1989年5月1日、ADV）
- アイドル八犬伝（1989年9月14日、ADV）[4]
- ドラゴンファイター（1990年8月10日、ACT）[4]

### ゲームボーイ用ゲームソフト
- 対局連珠（1990年2月23日、TBL）
- うおーズ（1990年10月5日、ACT）

## 参考資料
- '87 TOKYO TOY SHOW おもちゃ大全集 トイジャーナル'87.6臨時増刊（1987年6月、東京玩具人形問屋協同組合）